# Духовне училище (Ромни)

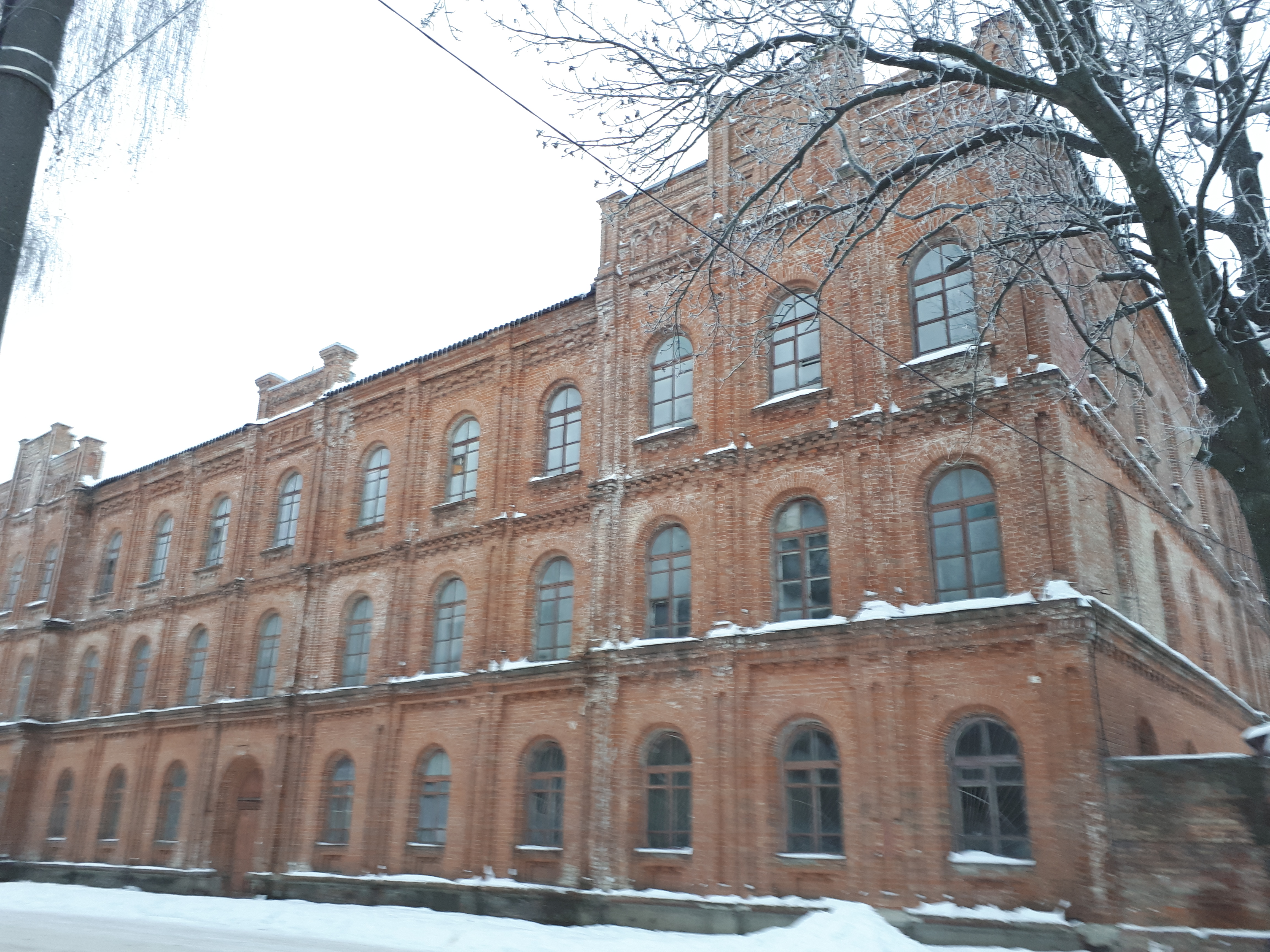
Роменське духовне училище — свідок півторастолітньої історії міста

Духовне училище (Ромни) — архітектурна пам'ятка, колишнє духовне училище, яке було призначене для підготовки служителів культу нижчого рангу для Полтавської єпархії. Засноване 1886 року. Знаходиться по вулиці Монастирській № 4.

## Історія духовного училища
Будівля була зведена спеціально для духовного училища в 1886 році. Це перша кам'яна триповерхова будівля в місті, яка була збудована в Ромнах. Розміщений по вулиці Щучки (тепер вулиця Монастирська) неподалік Святодухівського собору і Василівської церкви. Червоний триповерховий будинок, який червонів над Сулою, вражав кожного, хто наближався до міста з боку Засулля. Після закриття Духовного училища в будівлі певний час знаходилось танкове училище. Пізніше у приміщенні розміщувався штаб ракетної частини, яка дислокувалася в Ромнах в роки СРСР.
Роменське духовне училища було призначене «для початкової освіти і підготовки дітей до служіння православній церкві». Навчальний заклад перебував у живому зв'язку з Полтавською семінарією. Училище утримувалося на кошти, які вишукувало духовенство Полтавської єпархії, і перебували у віданні єпархіального архієрея, під загальним управлінням Священного Синоду. Безпосереднє піклування було ввірене місцевому духовенству. Навчально-виховна частина здійснювалася під керівництвом місцевих семінарських правлінь, a безпосередньо училищем управляв доглядач і його помічнику та правління у складі доглядача і вчителі. В училище приймали дітей духовних осіб безкоштовно, a з інших станів — з платнею. Роменське духовне училище пропонувало учням чотирикласну освіту, програма якої наближалась до програми чотирьох класів гімназій. За словами письменника Капельгородського, у школі навчалось більше 250 дітей віком від 9 до 18 років, яких «напихали переважно стародавніми мовами, святою історією, катехізисом, церковнослав'янщиною, чистописанням, морили в церкві довжелезними службами, улаштовували в свята нуднющі читання житій святих і туманні картини з біблійних тем…»
Тут навчався, а пізніше, з 1913 року кілька років викладав латинську мови і Григорій Григорович Ващенко, письменник, творець української національної системи виховання. Духовне училище було закрите після революційних подій у 1918 році.

## Архітектурні особливості
В архітектурі будівлі прослідковується вплив готичного стилю. Будинок має чіткі, симетричні форми, великі арочні вікна з вузьким западаючим обрамленням. Усі три поверхи подібні, між ними знаходяться карнизи, акцентовані зубчиками. Вхід знаходиться по центру будівлі. По боках фасаду — два ризаліти, які завершені високими парапетами вертикальної орієнтації. Центральна частина парапету оформлена декоративними арочними і зубчатими елементами. На табличці напис: «У цьому будинку з 1893 року вчився в духовній школі і 1897 року був вигнаний за бунтарство визначний український письменник Пилип Капельгородський»

## Учні
В училищі навчалися:
- Пилип Капельгородський(14 (26) листопада 1882, с. Городище (нині Недригайлівський район Сумської області — † 19 травня 1938, Полтавщина) — український письменник. За протекцією священника Василя Флоренського батько багатодітної родини (одинадцять дітей було в Йосипа Михайловича Капельгородського, колишнього кріпака князя Щербатова, та біднячки Уляни Федорівни) відвіз Пилипа з «маленького і убогого» Городища в Роменську духовну школу. "Ти пойми, чудак ти такий: вічний предстатель буде за тебе перед престолом Божим, " — переконав отець Василь. 16 серпня 1893 року одинадцятилітній Пилип розпочав чотирирічний курс навчання в бурсі. Учився добре і невдовзі посів перше місце, однак перевагу надавав товариським обов'язкам. Бурсацька система виховання так допекла майбутнього «заступника Христа на землі», що він пожбурив у вікно ненависного наставника нічного горщика. Другого дня,15 січня 1897 року «за бунтарство» він був виключений зі школи: йому видали свідоцтво, де у графі дисциплін стояла цифра «5», а в графі поведінки — «1». У травні-вересні 1909 р. в армавірській тюрмі Капельгородський написав автобіографічну повість-хроніка «Записки семінариста», в якій розповів про Ручилище, дав характеристики вихователям-наглядачам.

За його словами, учням «животи підводило від довгого посту», вони все «ламали голову, яким способом наситити голодний бурсацький шлунок», учиняли набіги на базарні ряди. Більшість учителів поводилися з учнями бездушно, гордували ними та знущалися з них і відбивали всякий смак до науки, калічили душі дітей, виховували рабів лукавих і лінивих… На щастя, було кілька людей, які привчали учнів до художньої літератури. Таким був учитель О. В. Навроцький, під впливом якого добрий десяток хлопців почав писати вірші, а Пилип на чотирнадцятому році мав уже грубенький зшиток власних творів. Наглядач Демчинський замість обов'язкового читання житій святих познайомив з творами Гоголя, Пушкіна, Помяловського…
- Ващенко Григорій Григорович — письменник, творець української національної системи виховання.
- Чаленко Іван Якович — український філософ, педагог, основоположник модерної української філософської науки етики.
- Римаренко Адріан Адріанович (1893—1978)– Єпископ Роклендський Андрій — син відомого роменського тютюнового промисловця. Адріан навчався в Роменському духовному училищі, на вищих богословських курсах. Служив у церкві с. Овлаші, був настоятелем Олександрівської церкви, яка знаходилась на Гостиннодвірській площі до закриття храму. Через переслідування духовенства в радянські часи переїхав до Києва, де був репресований. В період окупації Києва фашистами служив у Володимирському соборі. Після смерті сина і дружини, перебуваючи в еміграції в США прийняв чернецтво, спорудив монастир у честь Серафима Саровського, продовжував службу до останнього дня. Синод РПЦ за кордоном прилучив його до лику святих.